# Al Qaryatayn
Al Qaryatayn (arabiska: القريتين, franska: Quayatein) är en subdistriktshuvudort i Syrien.   Den ligger i provinsen Homs, i den centrala delen av landet, 120 kilometer nordost om huvudstaden Damaskus. Al Qaryatayn ligger 745 meter över havet och antalet invånare är 31 748.
Terrängen runt Al Qaryatayn är platt. Det finns inga andra samhällen i närheten.
Trakten runt Al Qaryatayn är ofruktbar med lite eller ingen växtlighet. Runt Al Qaryatayn är det glesbefolkat, med 14 invånare per kvadratkilometer.